# Jagiellonia Białystok w sezonie 1945

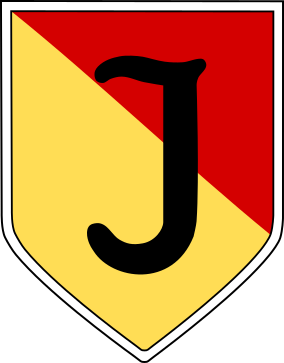
Herb Jagiellonii

## Reaktywacja Jagiellonii
Po zakończeniu wojny byli zawodnicy oraz działacze związani z Jagiellonią powołali już w czerwcu 1945 klub o nazwie BKS (Białostocki Klub Sportowy), aby oficjalnie dnia 13 października 1945 reaktywować Białostocki Klub Sportowy Jagiellonia. Pierwszym prezesem został Wojewoda Białostocki Stefan Dybowski, funkcję pierwszego (grającego) szkoleniowca objął Stanisław Kudaszewicz. Także w tym samym dniu reaktywowano Białostocki Okręgowy Związek Piłki nożnej.
Jagiellonia w tym czasie rozgrywała mecze towarzyskie z drużynami z Białegostoku, jak też z zespołami wojskowymi np. jednostkami Armii Czerwonej. We wrześniu 1945 zespół Jagiellonii gościł w Łodzi, gdzie rozegrał dwa mecze z Widzewem Łódź oraz Zjednoczonymi Łódź. Niestety w obydwu potyczkach doznał porażek.

## Mecze towarzyskie
- 27 lipca 1945 r. – Białystok (BKS) 3:0  żołnierze radzieccy
- 2 września 1945 r. – BKS Jagiellonia 1:4 Syrena Warszawa, bramki dla Jagiellonii: Mrowiec
- 29 września 1945 r. – Widzew Łódź 5:0 BKS Jagiellonia
- 30 września 1945 r. – Zjednoczeni Łódź 3:0 BKS Jagiellonia
- BKS Jagiellonia 6:2 Ognisko Białystok
- BKS Jagiellonia 3:0 Warmia Grajewo
- BKS Jagiellonia 3:3 Sokół Sokółka

Puchar Prezydenta Białegostoku
- 12-26 sierpnia 1945 r., w turnieju rywalizowały drużyny: BKS(Jagiellonia) Białystok, WKS Białystok, Ognisko Białystok,  Lotnicy,  Tankiści. Do finału dotarły drużyny BKS i Lotników, mecz zakończył się zejściem drużyny BKS w momencie podyktowania dla Lotników rzutu karnego przy stanie 2:2, co dało prowadzenie Lotnikom 2:3. Po zakończeniu mecz został  zweryfikowany jako walkower 0:3 na korzyść Lotników.

Puchar Wojewody białostockiego
- 8-9 września 1945 r. – Zwycięstwo BKS Jagiellonia, w finale pokonali Ognisko Białystok 3:0, bramki: Choroszucha x 2, Lachowski.